# Награда Златни дјечак
Златни дјечак (итал. Golden Boy) јесте награда која се додјељује најбољем младом фудбалеру који игра у Европи, по избору новинара и сматра се Златном лоптом за младе играче. Сви номиновани играчи морају да буду млађи од 21 године и да играју у првом рангу фудбалских такмичења у Европи, а рачуна се календарска година: пролећни дио једне сезоне и јесењи дио друге. Године 2018. додате су награде за најбољег младог италијанског играча, златну дјевојку Европе, као и веб награда, гдје се гласа у анкети на интернету. Такође, 2021. године, додијељена је Златна награда најбољем фудбалеру, без ограничења по броју година, коју је добио Роберт Левандовски а изабрао га је жири од 25 бивших фудбалера.
Десет пута су награду добијали нападачи, девет пута играчи средине терена и једном одбрамбени играч. Четири пута су је освојили Шпанци, а три пута Французи, док су је освојили по тројица фудбалера Манчестер јунајтеда и Барселоне. Први добитник је Рафаел ван дер Варт, док је Матајс де Лихт 2018. године, постао први одбрамбени играч који је добио награду.

## Избор
Награду је успоставио италијански спортски часопис
Tuttosport 2003. године. У избору учествују бројни часописи у Европи, међу којима су Bild (Њемачка), Blick (Швајцарска), A Bola (Португалија), l'Équipe (Француска), France Football (Француска), Marca (Шпанија), Mundo Deportivo (Шпанија), Ta Nea (Грчка), Sport Express (Русија), De Telegraaf (Холандија), као и The Times (Уједињено Краљевство).
Сваком члану жирија је дозвољено да номинује пет играча, од којих играчу за кога сматра да је био најимпресивнији додјељује десет поена, седам другом, пет трећем, три четвртом и један поен петом.

## Побједници
| Година | Побједник           | Клуб(ови)                  | Позиција             | Година рођења | Референца |
| ------ | ------------------- | -------------------------- | -------------------- | ------------- | --------- |
| 2003.  | Рафаел ван дер Варт | Ајакс                      | играч средине терена | 1983          | [ 7 ]     |
| 2004.  | Вејн Руни           | Евертон Манчестер јунајтед | нападач              | 1985          | [ 7 ]     |
| 2005.  | Лионел Меси         | Барселона                  | нападач              | 1987          | [ 7 ]     |
| 2006.  | Сеск Фабрегас       | Арсенал                    | играч средине терена | 1987          | [ 7 ]     |
| 2007.  | Серхио Агверо       | Атлетико Мадрид            | нападач              | 1988          | [ 7 ]     |
| 2008.  | Андерсон            | Манчестер јунајтед         | играч средине терена | 1988          | [ 8 ]     |
| 2009.  | Алешандре Пато      | Милан                      | нападач              | 1989          | [ 9 ]     |
| 2010.  | Марио Балотели      | Интер Манчестер Сити       | нападач              | 1990          | [ 10 ]    |
| 2011.  | Марио Геце          | Борусија Дортмунд          | играч средине терена | 1992          | [ 11 ]    |
| 2012.  | Иско                | Малага                     | играч средине терена | 1992          | [ 12 ]    |
| 2013.  | Пол Погба           | Јувентус                   | играч средине терена | 1993          | [ 13 ]    |
| 2014.  | Рахим Стерлинг      | Ливерпул                   | нападач              | 1994          | [ 14 ]    |
| 2015.  | Антони Марсијал     | Монако Манчестер јунајтед  | нападач              | 1995          | [ 15 ]    |
| 2016.  | Ренато Саншес       | Бенфика Бајерн Минхен      | играч средине терена | 1997          | [ 16 ]    |
| 2017.  | Килијан Мбапе       | Монако Париз Сен Жермен    | нападач              | 1998          | [ 17 ]    |
| 2018.  | Матајс де Лихт      | Ајакс                      | одбрамбени играч     | 1999          | [ 18 ]    |
| 2019.  | Жоао Феликс         | Бенфика Атлетико Мадрид    | нападач              | 1999          | [ 19 ]    |
| 2020.  | Ерлинг Холанд       | Борусија Дортмунд          | нападач              | 2000          | [ 20 ]    |
| 2021.  | Педри               | Барселона                  | играч средине терена | 2002          | [ 21 ]    |
| 2022.  | Гави                | Барселона                  | играч средине терена | 2004          | [ 22 ]    |
| 2023.  | Џуд Белингам        | Реал Мадрид                | играч средине терена | 2003          | [ 23 ]    |

### По државама
| Држава      | Побједе | Године                 |
| ----------- | ------- | ---------------------- |
| Шпанија     | 4       | 2006, 2012, 2021, 2022 |
| Француска   | 3       | 2013, 2015, 2017       |
| Енглеска    | 3       | 2004, 2014, 2023       |
| Холандија   | 2       | 2003, 2018             |
| Аргентина   | 2       | 2005, 2007             |
| Бразил      | 2       | 2008, 2009             |
| Португалија | 2       | 2016, 2019             |
| Италија     | 1       | 2010                   |
| Њемачка     | 1       | 2011                   |
| Норвешка    | 1       | 2020                   |

### По континентима
| Континент     | Побједе |
| ------------- | ------- |
| Европа        | 17      |
| Јужна Америка | 4       |

### По клубовима
Болдоване су године у којима је клуб подијелио награду са другим клубом.
| Клуб               | Побједе | Године           |
| ------------------ | ------- | ---------------- |
| Манчестер јунајтед | 3       | 2004, 2008, 2015 |
| Барселона          | 3       | 2005, 2021, 2022 |
| Ајакс              | 2       | 2003, 2018       |
| Атлетико Мадрид    | 2       | 2007, 2019       |
| Борусија Дортмунд  | 2       | 2011, 2020       |
| Монако             | 2       | 2015, 2017       |
| Бенфика            | 2       | 2016, 2019       |
| Евертон            | 1       | 2004             |
| Арсенал            | 1       | 2006             |
| Милан              | 1       | 2009             |
| Манчестер Сити     | 1       | 2010             |
| Интер              | 1       | 2010             |
| Малага             | 1       | 2012             |
| Јувентус           | 1       | 2013             |
| Ливерпул           | 1       | 2014             |
| Бајерн Минхен      | 1       | 2016             |
| Париз Сен Жермен   | 1       | 2017             |
| Реал Мадрид        | 1       | 2023             |

### По позицијама
| Позиција             | Побједе |
| -------------------- | ------- |
| Нападач              | 10      |
| Играч средине терена | 10      |
| Одбрамбени играч     | 1       |

## Остале награде

### Најбољи млади италијански фудбалер
| Година | Побједник         | Клуб(ови)          | Позиција             | Година рођења |
| ------ | ----------------- | ------------------ | -------------------- | ------------- |
| 2018.  | Патрик Кутроне    | Милан              | нападач              | 1998          |
| 2019.  | Ђанлуиђи Донарума | Милан              | голман               | 1999          |
| 2020.  | Сандро Тонали     | Милан / Бреша      | играч средине терена | 2000          |
| 2021.  | Роберто Пиколи    | Аталанта / Специја | нападач              | 2001          |
| 2022.  | Фабио Мирети      | Јувентус           | играч средине терена | 2003          |
| 2023.  | Ђорђо Скалвини    | Аталанта           | одбрамбени играч     | 2003          |

### Златна дјевојка
| Година | Побједница       | Клуб(ови)   | Позиција             | Година рођења |
| ------ | ---------------- | ----------- | -------------------- | ------------- |
| 2018.  | Бенедета Глиона  | Јувентус    | нападач              | 1999          |
| 2019.  | Ђада Греги       | Рома        | играч средине терена | 2000          |
| 2020.  | Азија Брангоци   | Верона      | нападач              | 2001          |
| 2021.  | Мартина Томазели | Сасуоло     | играч средине терена | 2001          |
| 2022.  | Јули Бранд       | Волфсбург   | играч средине терена | 2002          |
| 2023.  | Линда Каиседо    | Реал Мадрид | нападач              | 2005          |

### Веб награда
| Година | Побједник       | Клуб(ови)         | Позиција             | Година рођења |
| ------ | --------------- | ----------------- | -------------------- | ------------- |
| 2018.  | Џастин Клајверт | Рома / Ајакс      | играч средине терена | 1999          |
| 2019.  | Матео Гендузи   | Арсенал           | играч средине терена | 1999          |
| 2020.  | Ансу Фати       | Барселона         | нападач              | 2000          |
| 2021.  | Карим Адејеми   | Ред бул Салцбург. | нападач              | 2002          |
| 2022.  | Никола Залевски | Рома              | одбрамбени играч     | 2002          |
| 2023.  | Џуд Белингам    | Реал Мадрид       | играч средине терена | 2003          |

### Најбољи фудбалер
| Година | Побједник          | Клуб(ови)     | Позиција |
| ------ | ------------------ | ------------- | -------- |
| 2021.  | Роберт Левандовски | Бајерн Минхен | нападач  |
| 2022.  | Карим Бензема      | Реал Мадрид   | нападач  |
| 2023.  | Лионел Меси        | Интер Мајами  | нападач  |